# 鳳凰山 (南投縣)
鳳凰山，雅稱鳳麓，是台灣阿里山山脈一座山峰，海拔1696米。鳳凰山處於南投縣鹿谷鄉境內，地勢呈南北狹長，為鳳凰、內湖兩村界山。
居嶺頭山之北，鳳凰谷鳥園之南，鹿谷市區之東，陳有蘭溪之西，是台灣大學溪頭實驗林地，於西南處設立溪頭森林遊樂區。

## 歷史
山名來由，是於清光緒年間，因山勢形如飛鳳，每逢雨晴之初，煙騰繚繞，故鳳麓飛煙被譽為「雲林八景之一」。

## 地理
鳳凰山東西兩側皆發現斷層，其中雙頭斷層縱貫鳳凰山（今稱雙冬斷層），因向南延伸遭濁水溪截斷，餘段走向與鳳凰山大約一致，得名鳳凰山斷層。地質主要由阿里山層組成。

## 景點
- 鳳凰谷鳥園
- 鳳凰眼
- 鳳凰山寺
- 溪頭
- 萬年亨衢
- 鳳凰瀑布

## 鄰近山峰
東
- 苦苓腳山
- 風櫃斗山

西
- 樟空崙山
- 鹿寮山

南
- 嶺頭山
- 金甘樹山
- 內樹皮山

北
- 麒麟山
- 凍頂山
- 和尚頭山
- 樟湖山

## 外部連結
- 家鄉尋根之旅 鳳凰山[永久]